# Ernst von Caemmerer

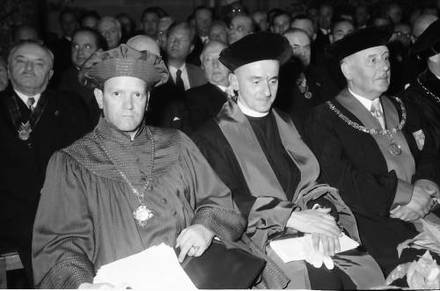
Ernst von Caemmerer (links) bei der 500-Jahr-Feier der Universität Freiburg, 1956

Ernst von Caemmerer (* 17. Januar 1908 in Berlin; † 23. Juni 1985 in Freiburg im Breisgau) war ein deutscher Rechtswissenschaftler.

## Leben
Ernst von Caemmerers Vorfahren stammten aus einer hugenottisch-preußischen Offiziersfamilie. 1896 wurde das Geschlecht in den erblichen Preußischen Adelstand erhoben. Ernst war das älteste von drei Kindern des Kgl. preußischen Hausarchivars Hermann Konrad von Caemmerer und dessen Ehefrau Katharina Elisabeth Margaretha Anna von Caemmerer, geb. Jordan. Der Vater starb 1914 an der Front in Aizy-Jouy Frankreich. 
Seine Schulzeit verbrachte Ernst von Caemmerer in Berlin. Von 1926 bis 1930 studierte er in München und in Berlin Rechtswissenschaften und wurde im Alter von 23 Jahren promoviert. 1934 legt er sein Assessorexamen ab und war in der Folgezeit zunächst Hilfsrichter am Landgericht Berlin, ab 1937 dann Syndikus im juristischen Büro der Dresdner Bank. Nachdem von Caemmerer schon während seiner Referendarzeit als Assistent von Ernst Rabel am Kaiser-Wilhelm-Institut für ausländisches und internationales Privatrecht in Berlin (heute: Max-Planck-Institut für ausländisches und internationales Privatrecht; jetzt in Hamburg) tätig gewesen war, hatte er ab 1937 eine Stelle als Referent am Institut inne. Während des Zweiten Weltkrieges kommandierte von Caemmerer als Oberleutnant zur See der Reserve das Minensuchboot M 20 in der 1. Minensuchflottille, und geriet schließlich in Kriegsgefangenschaft, aus der er 1946 nach Deutschland zurückkehrte. Im selben Jahr wurde er an der Universität Frankfurt am Main bei Walter Hallstein habilitiert.
1947 erhielt von Caemmerer den Ruf auf einen Lehrstuhl für ausländisches und internationales Privatrecht an der Universität Freiburg als Nachfolger von Hans Großmann-Doerth. Er blieb der Freiburger Universität bis zu seiner Emeritierung im Jahre 1976 treu; Rufe nach Bonn, Köln und München lehnte er ab. Zahlreiche bekannte Rechtswissenschaftler waren an seinem Lehrstuhl als Assistenten tätig, darunter Peter Schlechtriem, der nach von Caemmerers Emeritierung den Lehrstuhl übernahm, Uwe Blaurock, Günter Hager, Hans G. Leser, Karl Kreuzer, Clausdieter Schott und Alfred Biolek.
Neben seinen akademischen Tätigkeiten wirkte von Caemmerer u. a. als Mitglied der Kommission zur Neugestaltung des Schadensersatzrechts, als Ratgeber für das Justizministerium und Gutachter staatlicher und wirtschaftlicher Einrichtungen, als Mitglied der Deputation des Deutschen Juristentages, als Vorsitzender der Schuldrechtskommission des Deutschen Rates für internationales Privatrecht, als Vice-Doyen der internationalen Fakultät für Rechtsvergleichung in Straßburg sowie als Mitglied der deutschen Delegation zur Haager Konferenz 1964, auf welcher die Einheitlichen Kaufgesetze – Vorläufer des heutigen UN-Kaufrechts (CISG) – angenommen wurden.
Caemmerer beeindruckte auch als akademischer Lehrer. So schreibt der US-amerikanische Rechtsprofessor George P. Fletcher, der 1964/65 ein Austauschjahr an der Universität Freiburg verbrachte: "I was also very impressed that year by the intellectual and teaching style of a Freiburg professor of private law, Ernst von Caemmerer. For years I consciously imitated von Caemmerer’s dynamic style of lecturing and questioning students.". 
Während seiner Lehrtätigkeit wurde von Caemmerer 1956 zum Rektor der Universität Freiburg im Breisgau gewählt. Von 1962 bis 1973 war er Präsident der Gesellschaft für Rechtsvergleichung.
Von Caemmerer verstarb 1985 im Alter von 77 Jahren in Freiburg. Susanne von Caemmerer ist seine Tochter.
Zu seinem Andenken haben seine Schüler die Ernst von Caemmerer-Stiftung errichtet, deren Ziel die Förderung der Rechtsvergleichung ist.

## Auszeichnungen
- 1944: Deutsches Kreuz in Gold
- 1965: Auswärtiges Wissenschaftliches Mitglied der Max-Planck-Gesellschaft am Max-Planck-Institut für ausländisches und internationales Privatrecht
- 1978: Großes Verdienstkreuz
- 1983: Verdienstorden des Landes Baden-Württemberg
- 1983: Korrespondierendes Mitglied der British Academy[3]
- Ehrendoktorwürde der Universität Lund
- Ehrendoktorwürde der Universität Kopenhagen
- Ehrendoktorwürde der Sorbonne